# Grover Furr
Grover Carr Furr III (nascido em 3 de abril de 1944) é um professor americano de literatura medieval inglesa na Montclair State University. É mais conhecido pela publicação de diversos livros e artigos de revisionismo histórico sobre a União Soviética. Ele defende que Holodomor foi uma farsa inventada por nazistas ucranianos, que o massacre de Katyn foi cometido pela Schutzstaffel nazista e não pela polícia secreta Soviética, que quase todos os réus nos julgamentos de Moscou eram culpados do que foram acusados, e mesmo assim os julgamentos não estavam sobre o total controle de Stalíne, que as afirmações de Nikita Khrushchev no seu discurso secreto "Sobre o culto à personalidade e suas consequências" eram completamente falsas, que o propósito do Pacto Molotov-Ribbentrop era de preservar a Segunda República Polonesa e não reparti-la, e que a União Soviética não invadiu a Polônia em 1939, com base na ideia de que o Estado Polonês não existia mais naquele momento.

## Biografia
Nascido em Washington, DC, Grover Furr formou-se na Universidade McGill em Montreal, Quebec, Canadá, em 1965, no programa de Bacharelado em Inglês. Obteve o título de Doutor em Literatura Comparada pela Universidade de Princeton em 1978. Desde fevereiro de 1970, faz parte do corpo docente da Montclair State University, em Nova Jérsia, onde se dedica ao estudo da literatura medieval inglesa.

## Obras, crenças e recepção
O livro de Furr, Khrushchev Lied, é uma crítica ao discurso de Nikita Khrushchev chamado Sobre o Culto da Personalidade e suas Consequências, mais comumente referido no Ocidente como "Discurso Secreto". Foi avaliado positivamente no Journal of the Research Group on Socialism and Democracy por Sven-Eric Holmström, que declarou ser uma contribuição valiosa para a escola de estudos soviéticos e comunistas. Em maio de 2014, Furr fez uma palestra na Academia Chinesa de Ciências Sociais. Em uma resenha do livro, a revista ortodoxa russa Russkii Vestnik descreveu a pesquisa de Furr como "objetiva" e "impressionante".
Furr foi descrito por historiadores que escreveram sobre comunismo, como John Earl Haynes e Harvey Klehr, como sendo um revisionista histórico. Cathy Young o descreveu como "um 'revisionista' em uma longa busca por toda a carreira para exonerar Stalin". Furr acredita que o massacre de Katyn não foi cometido pela NKVD. Ele também afirmou que a ocupação soviética da Polônia em 1939 não constituiu uma invasão, e que os acusados nos processos de Moscou eram de fato culpados. Seu livro sobre o assunto vem sido utilizado na Rússia como uma confirmação de que as visões revisionistas também são "apoiadas por historiadores estrangeiros".
Furr também recebeu atenção negativa de vários meios de comunicação americanos. O escritor conservador David Horowitz o listou como um dos "101 acadêmicos mais perigosos da América" e o critica por acreditar que "era moralmente errado que os Estados Unidos provocassem o colapso da União Soviética", pela negação do massacre de Katyn, o alegado antissemitismo de Stalin e várias outras questões históricas. Furr também foi criticado por páginas conservadoras como o FrontPage Magazine por uma resposta que ele deu a uma pergunta sobre Stalin durante um debate universitário: "Passei muitos anos pesquisando essas e outras questões semelhantes e ainda não encontrei um crime que Stalin tenha cometido."

## Obras

### Inglês
- Grover Furr. Khrushchev Lied. The Evidence That Every "Revelation" of Stalin's (and Beria's) Crimes in Nikita Khrushchev's Infamous "Secret Speech" to the 20th Party Congress of the Communist Party of the Soviet Union on February 25, 1956, is Provably False. Kettering, OH: Erythros Press & Media. 2011.
- Grover Furr. The Murder of Sergei Kirov: History, Scholarship and the Anti-Stalin Paradigm. Kettering, OH: Erythros Press & Media. 2013.
- Grover Furr. Blood Lies: The Evidence that Every Accusation against Joseph Stalin and the Soviet Union in Timothy Snyder's Bloodlands Is False. Plus: What Really Happened in: the Famine of 1932–33; the "Polish Operation"; the "Great Terror"; the Molotov-Ribbentrop Pact; the "Soviet invasion of Poland"; the "Katyn Massacre"; the Warsaw Uprising; and "Stalin's Anti-Semitism". New York: Red Star Publishers, 2014.
- Grover Furr. Trotsky’s "Amalgams." Trotsky's Lies, The Moscow Trials As Evidence, The Dewey Commission. (Trotsky's Conspiracies of the 1930s, Volume One). Kettering OH: Erythros Press & Media LLC, 2015.
- Grover Furr. Yezhov Vs. Stalin: The Truth About Mass Repressions and the So-Called 'Great Terror' in the USSR. Kettering, OH: Erythros Press & Media LLC, 2016.
- Grover Furr. Leon Trotsky’s Collaboration with Germany and Japan. (Trotsky's Conspiracies of the 1930s, Volume Two). Kettering OH: Erythros Press & Media LLC, 2017.
- Grover Furr. The Fraud of the Dewey Commission. NY: Red Star Publishers, 2018.
- Grover Furr. The Moscow Trials as Evidence. NY: Red Star Publishers, 2018.
- Grover Furr. The Mystery of the Katyn Massacre: The Evidence, The Solution. Kettering, OH: Erythros Press & Media, LLC, 2018.
- Grover Furr. Stalin: Waiting For ... The Truth! Exposing the Falsehoods in Stephen Kotkin's Stalin: Waiting For Hitler, 1929–1941. New York: Red Star Publishers. 2019.
- Grover Furr. Trotsky's Lies. Kettering, Ohio: Erythros Press & Media LLC. 2019.

- Grover Furr. O assassinato de Sergei Kirov: História, bolsa de estudos e o paradigma anti-Stalin . Kettering, OH: Erythros Press & Media. 2013.
- Grover Furr. O sangue está: a evidência de que toda acusação contra Joseph Stalin e a União Soviética nas Terras Sangrentas de Timothy Snyder é falsa. Mais: O que realmente aconteceu em: a fome de 1932-1933; a "operação polonesa"; o "grande terror"; o Pacto Molotov-Ribbentrop; a "invasão soviética da Polônia"; o "massacre de Katyn"; a revolta de Varsóvia; e "anti-semitismo de Stalin" . Nova York: Red Star Publishers, 2014.
- Grover Furr. "Amálgamas" de Trotsky. As mentiras de Trotsky, os julgamentos de Moscou como prova, a Comissão Dewey. (As conspirações de Trotsky da década de 1930, volume um) . Kettering OH: Erythros Press & Media LLC, 2015.
- Grover Furr. Yezhov vs. Stalin: A verdade sobre as repressões em massa e o chamado "grande terror" na URSS . Kettering, OH: Erythros Press & Media LLC, 2016.
- Grover Furr. Colaboração de Leon Trotsky com a Alemanha e o Japão. (As conspirações de Trotsky da década de 1930, volume dois) . Kettering OH: Erythros Press & Media LLC, 2017.
- Grover Furr. A fraude da Comissão Dewey . NY: Red Star Publishers, 2018.
- Grover Furr. Os julgamentos de Moscou como evidência . NY: Red Star Publishers, 2018.
- Grover Furr. O Mistério do Massacre de Katyn: A Evidência, A Solução . Kettering, OH: Erythros Press & Media, LLC, 2018.
- Grover Furr. Stalin: Esperando. . . A verdade! Expondo as falsidades no livro de Stephen Kotkin Stalin: À espera de Hitler, 1929–1941. Nova York: Red Star Publishers. 2019.
- Grover Furr. Mentiras de Trotsky . Kettering, Ohio: Erythros Press & Media LLC. 2019.

### Outras línguas
- Grover Furr. Антисталинская подлость. Moscow: Algorithm. 2007.
- Yuri Mukhin, Grover Furr & Aleksei Golenkov. Оболганный Сталин. Moscow: Eksmo 2010.ISBN 978-5-699-39509-5
- Grover Furr. Тени ХХ съезда, или Антисталинская подлость. Moscow: Eksmo 2010.
- Grover Furr & Vladimir L. Bobrov. 1937. Правосудие Сталина. Обжалованию не подлежит!. Moscow: Eksmo. 2010.
- Grover Furr. Hruşçov’un Yalanları.SBKB(B) XX. Kongresinde Yapılan Suçlamalar Hakkında. Istanbul: Yordamkitap, 2011
- David Holloway, Donald Rayfield & Grover Furr. Берия. Империя ГУЛАГ. Moscow: Algorithm. 2012.
- Grover Furr. Stalin ve Demokrasi - Trotskiy ve Naziler. Istanbul: Yazilama, 2012.
- Grover Furr. As Mentiras de Khrushchev. Galiza [Galicia], Spain: Edicions Benigno Alvarez. 2013
- Grover Furr. Убийство Кирова. Новое расследование. Moscow: Russkaia Panorama, 2013.
- Grover Furr. Khrouchtchev a Menti. Paris: Editions Delga, 2014.
- Grover Furr. Chruschtschows Lügen. Eulenspiegel Verlagsgruppe - Das Neue Berlin, Berlin 2014.
- 苏共二十大。“秘密报告” 与 赫鲁晓夫的谎言 (Su-Gong Ershi Da: "Mimi Baogao" yu Heluxiaofu de huangyan). English: The Twentieth Congress of the Communist Party of the Soviet Union: The "Secret Speech" and Khrushchev's Lies. Beijing: Social Sciences Academic Press, January 2015.
- Grover Furr, Kruschev  Mintió. Vadell Hermanos Editores, Caracas, Venezuela: 2015.
- Grover Furr. Оболганный сталинизм. Клевета XX съезда. Moscow: Algorithm. 2015.
- Grover Furr. Le Massacre de Katyn. Une réfutation de la version « officielle »? Paris: Editions Delga. 2015.
- Grover Furr. Les amalgames de Trotsky. les mensonges de Trotsky, les procès de Moscou par les preuves, la Commission Dewey, les conspirations trotskystes des années trente. Editions Delga: Paris, 2016.
- Grover Furr (குரோவர் ஃபர்). ஸ்டாலின் பற்றிய குருச்சேவின் பொய்கள் / Sṭāliṉ paṟṟiya kuruccēviṉ poykaḷ [Tamil translation of Khrushchev Lied]. Tamil Nadu: Ponnulagam Pathipagam, 2016.
- Grover Furr, Reşat Bilici. Sergey Kirov cinayeti : tarih, bilim ve anti-Stalinist paradigma. İstanbul : Yazılama, 2016.
- Grover Furr (గ్రోవర్ ఫర్). ప్రజాస్వామ్యవాది స్టాలిన్ / Prajaswamyawadi Stalin. [Telugu translation of Stalin and the Struggle for Democratic Reform]. Hyderabadt: Stalin Society, India, 2017.
- Grover Furr. ख्रुश्चेव झूठा था / Khrushchev jhootha tha. Lucknow: Rahul Faoundation. 2017.
- Grover Furr. খ্রুশ্চেভের মিথ্যাভাষণ / Khruścēbhēra mithyābhāṣaṇa. Kolkata: National Book Agency Pvt. Ltd. 2017.
- Grover Furr, Siddhartha Bhowmick. রক্তে ভেজা মিথ্যা / Rakte Bheja Mithya. Kolkata : National Book Agency Pvt. Ltd. 2018.
- Grover Furr (Гровер Ферр). Запад протис Сталина. (Империя Советов). Moscow: Algoritm, 2019.
- Grover Furr. Катынский расстрел : опровержение "официальной" версии : новые находки на месте массового расстрела немцами на Украине (перевод с французского). Tver: Izdatelʹ Kormushkin Maksim Viktorovich. 2017.
- Grover Furr (గ్రోవర్ ఫర్) కృశ్చేవ్ అసత్యాలు / Khruschev Asatyaalu [Telugu translation of Khrushchev Lied] Translated by యార్లగడ్డ వెంకట్రావు / Yarlagadda Venkatrao. Publisher: నవశకం ప్రచురణలు / Navasakam Prachuranalu. Place and date of publication: హైదరాబాద్, ఇండియా. డిసెంబర్ 2019 / Hyderabad, India, December, 2019.

### Artigos
- "France vs. Italy: French Literary Nationalism in 'Petrarch's Last Controversy' And A Humanist Dispute of ca. 1395". Proceedings of the Patristic, Medieval and Renaissance Conference, Villanova University, 1981, Vol. 4.
- Review of Thomas G. Butson, The Tsar's Lieutenant: The Soviet Marshal. New York: Praeger, 1984. In The Russian Review, Vol. 44, No. 4 (1986), pp. 427–8.
- "New Light On Old Stories About Marshal Tukhachevskii: Some Documents Reconsidered". Russian History 13, Nos 2–3 (Summer–Fall 1986), 293–308.
- "Stalin and the Struggle for Democratic Reform, Part One". Cultural Logic 8, 2005 (Published April 2005).
- "Stalin and the Struggle for Democratic Reform, Part Two". Cultural Logic 8, 2005 (Published December 2005).
- "(Un)critical Reading and the Discourse of Anti-communism". The Red Critique 11, Spring 2006.
- Grover Furr and Vladimir Bobrov, "Pervye priznatel'nye pokazaniia N.I. Bukharina na Lubianke". Klio (St Petersburg, Russia) No. 1 (36) 2007, pp. 38–44.
- Grover Furr and Vladimir Bobrov, eds. "Lichnye pokazaniia N. Bukharina". Klio (St. Petersburg, Russia), No. 1 (36) 2007, pp. 45–52.
- "Anatomy of an Anticommunist Fabrication: The Death of Oliver Law, An Historiographical Investigation". Reconstruction 8.1 (May, 2008).
- Grover Furr and Vladimir Bobrov. "Nikolai Bukharin's First Statement of Confession in the Lubianka". Cultural Logic 2007.
- Grover Furr and Vladimir Bobrov. "'Predsmertnoe pis’mo Bukharina' – eshche odna antistalinskaia fal'shivka". (Bukharin’s "letter at his death" – yet another anti-Stalin fabrication." Aktual’naia istoriia (Contemporary History) February 2009.
- "Did the Soviet Union Invade Poland in September 1939? (The answer: No, it did not.)". Cyrano's Journal September 1, 2009.
- "Baberowski’s Falsification." Cyrano's Journal. January 11, 2010.
- "Evidence of Leon Trotsky's Collaboration with Germany and Japan". Cultural Logic 2009 (actual publication: April 3, 2010).
- Grover Furr and Vladimir L. Bobrov. "Stephen Cohen's Biography of Bukharin: A Study in the Falsehood of Khrushchev-Era 'Revelations'". Cultural Logic 2010 (publication date: January 1, 2012).
- Grover Furr and Vladimir L. Bobrov, "Marshal S. M. Budiennyi on the Tukhachevsky Trial. Impressions of an Eye-Witness" (in Russian). Klio (St. Petersburg) No. 2 (2012), pp. 8–24.
- "Learning from the Communist Movement of the 20th Century. A Response to Richard Rubin". Platypus Review No. 45 (April 2012).
- Grover Furr and Vladimir L. Bobrov, "Marshal S. M. Budiennyi on the Tukhachevsky Trial. Impressions of an Eye-Witness" (in Russian), Klio (see below) is reprinted in the book M.N. Tukhachevskii: Kak My Predali Stalina ("M. N. Tukachevsky. How We Betrayed Stalin"), Moscow: Algorithm, September 2012, pages 174-230. ISBN 978-5-4438-0110-0ISBN 978-5-4438-0110-0
- The "Official" Version of the Katyn Massacre Disproven? Discoveries at a German Mass Murder Site in Ukraine. Socialism and Democracy 27(2) (August 2013): 96-129.
- "斯大林时代的革命延续." ("The Continuing Revolution in Stalin-era Soviet History.") In 社会主义是人类历史发展的必然. ("Socialism is the inevitable development of human history"). Ed. Li Shenming (李慎明). Beijing: Social Sciences Academic Press, 2015 (ISBN 9787509772997), pp. 461–472.
- "Stalin, etc.," a critical review of recent research on the Stalin period, published in Theory and Struggle 117 (May 2016), journal of the Marx Memorial Library in London U.K.
- "The 'Holodomor' and the Film Bitter Harvest are Fascist Lies". CounterPunch March 3, 2017.
- "The Ukrainian Famine: Only Evidence Can Disclose the Truth". CounterPunch March 31, 2017.
- "Yezhov vs. Stalin: The Causes of the Mass Repressions of 1937–1938 in the USSR". Journal of Labor and Society 20 (September, 2017)  325–347.
- "Stalin Reappraised: Comments on Meyer". Science & Society, Vol. 82, No. 4, October 2018, 568–575.
- "Leon Trotsky and the Barcelona “May Days” of 1937." Journal of Labor and Society December, 2019, pp. 1-20.
- Furr, Grover. “Leon Trotsky and the Barcelona ‘May Days’ of 1937.” 第一届世界社会主义论坛：新中国七十年与社会主义。论文集。英文版。(The 10th World Socialism Forum. Seventy Years of the People’s Republic of China and World Socialism. English version.) 2019/11.1-2/ 中国。北京。84-103 页